# Eschweiler
 Denne artikel omhandler byen Eschweiler. Der er også andre byer med dette navn, se Eschweiler (Luxembourg).
Eschweiler er en by i den tyske delstat Nordrhein-Westfalen som ligger tæt på grænsen til både Belgien og Holland. Omkring 56.000 indbyggere. Areal 77 km².
I byen er der Underret, kaserne, politistation, 6 jernbanestationer Eschweiler Hauptbahnhof, Eschweiler-Aue (2008), Eschweiler-West, Eschweiler-Talbahnhof, Eschweiler-Nothberg og Eschweiler-Weisweiler, 3 udkørsler Eschweiler-West, Eschweiler-Ost og Weisweiler (motorvej A 4).
Flere borge, karneval, kunstig sø Blausteinsee, friluftsbad, svømmehal, issportshal, kraftværk, tidligere bjergværksdrift (stenkul, zink) og overfladedrift (brunkul).
Eschweiler er delt ind i Altstadt (den gamle bykærne), Aue, Bergrath, Bohl, Dürwiß, Fronhoven, Hastenrath, Hehlrath, Hücheln, Kinzweiler, Klee Oepe, Neu-Lohn, Nothberg, Ost, Pumpe-Stich, Röhe, Röthgen, Scherpenseel, Siedlung Waldschule, St. Jöris, Vöckelsberg, Volkenrath, Weisweiler og Wilhelmshöhe.
Nedrivet på grund af overfladedrift: Erberich, Langendorf, Laurenzberg, Lohn, Lürken og Pützlohn.